# Organizacja Młodzieży Narodowej
Organizacja Młodzieży Narodowej – powołana w 1906 r. w Warszawie „zewnętrzna” (oficjalna) organizacja Związku Młodzieży Polskiej „Zet”.
Skupiała głównie młodzież szkół średnich i wyższych. Założono: 
- OMNSŚ (OMN Szkół Średnich), która działała w zaborze rosyjskim i austriackim i była podstawową organizacją uczniowską, zewnętrzną dla bardziej utajnionego PET-u.
- OMNSW (OMN Szkół Wyższych) – tajną organizację studentów szkół wyższych.

W 1909 r. z OMN wydzieliła się Organizacja Młodzieży Niepodległościowej „Zarzewie”. Umowę o współpracy między dwiema organizacjami podpisano dopiero w 1917 r.
W okresie I wojny światowej OMN głosiła program zbliżony do piłsudczyków, po uzyskaniu niepodległości była związana z obozem belwederskim.
OMN przekształciła się w 1927 r. Związek Polskiej Młodzieży Demokratycznej. Jeszcze w 1926 r. powołano Związek Seniorów OMN, który działał do 1945 roku.
Jednym z organów prasowych OMN był Miesięcznik Młodzieży Polskiej.